# Aeroflot-Flug 5143
Der Aeroflot-Flug 5143 (Flugnummer: SU5143) war ein Linienflug der Aeroflot von Qarshi nach Leningrad (heute Sankt Petersburg), der am 10. Juli 1985 mit dem Absturz einer Tupolew Tu-154 bei Uchquduq endete. Bei dem Unfall kamen alle 200 Insassen ums Leben.

## Flugzeug
Das Flugzeug war eine sieben Jahre alte Tupolew Tu-154B-2 (Kennzeichen: CCCP-85311), die mit drei Triebwerken des Typs Kusnezow NK-8-2U ausgestattet war.

## Insassen
Die Besatzung bestand aus dem Flugkapitän Oleg Pawlowitsch Belissow, dem Ersten Offizier Anatoli Timofejewitsch Posjumski, dem Flugingenieur Garri Nikolajewitsch Argejew, dem Navigator Abduwachit Sultanowitsch Mansurow sowie fünf Flugbegleitern.
An Bord waren 191 Passagiere, darunter 52 Kinder zwischen 5 und 12 Jahren. Weil es nicht genug Sitzplätze gab, mussten die Kinder auf den Schößen der Eltern sitzen.

## Verlauf
Die Tupolew Tu-154 startete um 23:00 Uhr, mit vier Stunden Verspätung, vom Flughafen Qarshi und stieg mit der maximalen Steiggeschwindigkeit, wobei das Flugzeug eine Geschwindigkeit von 470 km/h halten sollte. Gegen 23:41 Uhr erreichte die Tu-154 ihre Reiseflughöhe von 11.600 Metern (38.100 Fuß) mit einer Geschwindigkeit von nur 400 km/h und ging in den Horizontalflug über. Diese niedrige Geschwindigkeit, die in dieser Höhe knapp über der Abrissgeschwindigkeit liegt, führte zu Vibrationen. Die Piloten nahmen irrtümlich ein Verdichterpumpen der Triebwerke als Ursache an und stellten die Schubhebel zweimal hintereinander auf Leerlaufschub. Die Geschwindigkeit sank auf 290 km/h, und der Anstellwinkel erhöhte sich auf ca. 25°, wodurch es zum Strömungsabriss an den Tragflächen und zum Flammabriss in den Triebwerken kam. Die Tu-154 geriet ins Flachtrudeln und stürzte in einer steilen Spirale abwärts. Der Kapitän gab den Befehl, die drei ausgefallenen Triebwerke ganz abzuschalten, woraufhin der Flugingenieur dies tat. Danach versuchten die Piloten das Hilfstriebwerk einzuschalten. Später, in einer Höhe von 3.000 Metern, versuchten sie das Flugzeug mit den Querrudern aus dem Trudeln abzufangen. Die Piloten konnten die Maschine jedoch nicht mehr unter Kontrolle bringen und verabschiedeten sich von ihren Angehörigen. Der Kapitän sagte über Funk:

„Я тебя сильно люблю, дорогая, береги детей!”

„Ich liebe dich sehr, meine Liebe. Kümmere dich um die Kinder!“

 sowie zum Ersten Offizier

„Прости, что был груб с тобой, и прощай!”

„Es tut mir leid, dass ich so unhöflich zu dir war. Lebe wohl!“

 Das vollbeladene Flugzeug schlug mit dem Heck um 23:46 Uhr, 153 Sekunden nach Eintritt des Strömungsabrisses, mit einer durchschnittlichen Sinkrate von 80 m/s (290 km/h) fast ohne Vorwärtsbewegung in der Wüste Kysylkum auf und fing Feuer. Die Absturzstelle lag 68 km nordöstlich von Uchquduq (heute Usbekistan, damals noch Teil der Sowjetunion), und wurde eine Stunde nach dem Absturz von Hubschraubern erreicht. Alle 200 Insassen kamen bei dem Unfall ums Leben. Es war zu diesem Zeitpunkt der schwerste Flugunfall in Usbekistan und der schwerste einer Tu-154.

## Unfallursache
Durch die Wucht des Aufpralls war der Stimmenrekorder zerstört worden, was die Ermittlungen erschwerte. Der Flug SU5143 war in einer Höhe von ca. 11.000 Metern relativ plötzlich in eine ungewöhnlich warme Luftschicht (ca. 16,5 °C wärmer als die normale Temperatur von ca. −56,5 °C der Tropopause) geraten. Weil wärmere Luft dünner ist, reduzierte sich die Triebwerksleistung. Das führte zu einem Geschwindigkeitsverlust auf 400 km/h. Auch war der automatische Anstellwinkel- und Überlastalarm, der vor einem kritischen Anstellwinkel (Deep Stall) warnen sollte, aus unbekannten Gründen von der Besatzung abgeschaltet worden.
Die Piloten waren zum Unfallzeitpunkt fast 24 Stunden wach gewesen und hatten damit die Ruhezeit-Vorschriften verletzt. Außerdem war es auf dem Flughafen Qarshi zum Zeitpunkt des Starts sehr heiß gewesen (+33 °C), was die Piloten zusätzlich belastet hatte, so dass sie vermutlich im Cockpit eingeschlafen waren. Sie erwachten vermutlich erst, als die Vibrationen auftraten, und bemerkten die zu niedrige Geschwindigkeit des Flugzeugs nicht.
Nach dem Unfall durfte die maximale Flughöhe einer vollbeladenen Tu-154 nur noch 12.100 Meter statt 12.500 Meter betragen. Außerdem ergaben spätere Untersuchungen und Testflüge, dass nur Flugzeuge, die mit einem speziellen Fallschirm ausgestattet worden waren, aus dem Flachtrudeln gelenkt werden konnten.

## Ähnliche Fälle
- Pulkovo-Airlines-Flug 612
- Air-France-Flug 447
- Continental-Airlines-Flug 3407
- Northwest-Airlines-Flug 6231
- West-Caribbean-Airways-Flug 708